# Dreifarben-Kaiserfisch
Der Dreifarben-Kaiserfisch (Holacanthus tricolor), auch Felsenschönheit genannt, ist eine Art der Gattung Holacanthus aus der Familie der Kaiserfische (Pomacanthidae). 

## Erscheinungsbild
Dreifarben-Kaiserfische werden bis zu 30 Zentimeter lang. Ihre Körpergrundfarbe ist im vorderen Kopfbereich zur Brustflosse, am Schwanz und an den Flossenrändern gelb. Die Schnauze ist blau oder schwarz, die Körpermitte schwarz, die Flossenränder und die Maulregion sind von leuchtend blauer Farbe.

## Verbreitung
Er lebt im tropischen, westlichen Atlantik von Florida bis Brasilien, im Golf von Mexiko und in der Karibik. Königin-Engelfische leben allein oder in Paaren in Tiefen von 1 bis 70 Metern. Dabei bevorzugen sie Korallen- und Schwammreiche Regionen. In der Karibik ist der Dreifarben-Kaiserfisch der kleinste der dort vorkommenden Kaiserfische.

## Ernährung
Der Dreifarben-Kaiserfisch ist ein ausgesprochener Nahrungsspezialist, der fast ausschließlich von bestimmten Schwämmen lebt. 

## Aquarienhaltung
Diese Fischart ist aufgrund ihrer Nahrungsspezialisierung für eine Aquarienhaltung ungeeignet. Nach Deutschland werden sie daher nicht eingeführt; Erfahrungen von anderen Aquarianern zeigen, dass er sich mangels Schwämmen an verschiedenen Wirbellosen vergreift und sich gegenüber Aquarienbewohnern sehr unverträglich zeigt. 